# Émile Bulcke
Émile Bulcke, né le 20 mars 1875 à Ostende et décédé le 28 octobre 1963 à Schaerbeek, est un peintre et sculpteur belge. 

## Biographie
Il fut surtout un portraitiste (il a réalisé 16 portraits de Bourgmestre d’Ostende) et un peintre de fleurs.
Il était un ami et camarade d'études du peintre portraitiste Albert Cortvriendt.

## Œuvres
- Le Portrait de Juliette